# David Murray (pilote)
Pour les articles homonymes, voir David Murray (homonymie) et Murray.
Pas d'image ? Cliquez ici
David Murray (né le 28 décembre 1909 à Édimbourg et mort le 5 avril 1973 à Las Palmas de Gran Canaria) est un ancien pilote écossais de course automobile qui disputa quatre Grands Prix de championnat du monde entre 1950 et 1952. Il participe notamment au Grand Prix de Grande-Bretagne 1950, premier Grand Prix de l'histoire du championnat du monde de Formule 1 avec la Scuderia Ambrosiana. Il est également un des fondateurs de l'Ecurie Ecosse, créée en 1952.
Sa carrière au volant s'étale entre 1937 et 1952, malgré dès ses débuts l'accident mortel de son équipier Pat Fairfield lors des 24 Heures du Mans 1937 sur une BMW 328 qu'il a personnellement engagé. Il termine sixième du Grand Prix automobile des Pays-Bas 1950, et de l'Ulster Trophy 1951 hors championnat, sur Maserati L4 c. 

## Résultats en championnat du monde de Formule 1
| Saison | Écurie              | Châssis          | Moteur                        | Pneus  | GP disputés | Points inscrits | Classement |
| ------ | ------------------- | ---------------- | ----------------------------- | ------ | ----------- | --------------- | ---------- |
| 1950   | Scuderia Ambrosiana | Maserati 4CLT/48 | Maserati 4 en ligne compressé | Dunlop | 2           | 0               | nc.        |
| 1951   | Scuderia Ambrosiana | Maserati 4CLT/48 | Maserati 4 en ligne compressé | Dunlop | 1           | 0               | nc.        |
| 1952   | Ecurie Ecosse       | Cooper T20       | Bristol 6 en ligne            | Dunlop | 1           | 0               | nc.        |

## Résultats aux 24 heures du Mans
| Année | Équipe    | Voiture         | Équipiers     | Résultat |
| ----- | --------- | --------------- | ------------- | -------- |
| 1937  | D. Murray | Frazer Nash BMW | Pat Fairfield | Abandon  |